# Bislett Games 2022
Die Bislett Games 2022 waren eine Leichtathletik-Veranstaltung, die am 16. Juni im Bislett-Stadion in der norwegischen Hauptstadt Oslo stattfand und Teil der Diamond League war. Es war dies das sechste Meeting dieser Veranstaltungsreihe.

## Ergebnisse

### Männer

#### 100 m
| Platz | Athlet                 | Land | Zeit (s) |
| ----- | ---------------------- | ---- | -------- |
| 1     | Andre De Grasse        | CAN  | 10,05 SB |
| 2     | Reece Prescod          | GBR  | 10,06    |
| 3     | Akani Simbine          | RSA  | 10,09    |
| 4     | Benjamin Azamati       | GHA  | 10,15    |
| 5     | Yupun Abeykoon         | LKA  | 10,16    |
| 6     | Abdul Hakim Sani Brown | JPN  | 10,18    |
| 7     | Rohan Browning         | AUS  | 10,28    |
| 8     | Ojie Edoburun          | GBR  | 10,30    |

Wind: +0,5 m/s

#### 400 m
| Platz | Athlet                    | Land | Zeit (s) |
| ----- | ------------------------- | ---- | -------- |
| 1     | Kirani James              | GRN  | 44,78    |
| 2     | Isaac Makwala             | BOT  | 45,45    |
| 3     | Christopher Taylor        | JAM  | 45,52    |
| 4     | Zakhiti Nene              | RSA  | 45,73    |
| 5     | Liemarvin Bonevacia       | NED  | 45,77    |
| 6     | Benjamin Lobo Vedel       | DEN  | 45,79    |
| 7     | Luguelín Santos           | DOM  | 45,92    |
| 8     | Håvard Bentdal Ingvaldsen | NOR  | 46,60    |

#### Meile
| Platz                      | Athlet               | Land | Zeit (min)        |
| -------------------------- | -------------------- | ---- | ----------------- |
| 1                          | Jakob Ingebrigtsen   | NOR  | 3:46,46 WL DLR NR |
| 2                          | Oliver Hoare         | AUS  | 3:47,48 AR        |
| 3                          | Jake Wightman        | GBR  | 3:50,30 PB        |
| 4                          | Neil Gourley         | GBR  | 3:52,91 PB        |
| 5                          | Charles Grethen      | LUX  | 3:53,20 NR        |
| 6                          | Ignacio Fontes       | ESP  | 3:54,72           |
| 7                          | Michał Rozmys        | POL  | 3:55,13 PB        |
| 8                          | Samuel Zeleke        | ETH  | 3:55,23           |
| 9                          | Ferdinand Kvan Edman | NOR  | 3:55,75           |
| 10                         | Matthew Ramsden      | AUS  | 3:57,11           |
|                            | Ismael Debjani       | BEL  | DNF               |
| Mohamed Katir              | ESP                  | DNF  |                   |
| Mounir Akbache (Pacemaker) | FRA                  | DNF  |                   |
| Boaz Kiprugut (Pacemaker)  | KEN                  | DNF  |                   |

#### 5000 m
| Platz                         | Athlet               | Land | Zeit (min)  |
| ----------------------------- | -------------------- | ---- | ----------- |
| 1                             | Telahun Haile Bekele | ETH  | 13:03,51    |
| 2                             | Samuel Tefera        | ETH  | 13:04,35 PB |
| 3                             | Getnet Wale          | ETH  | 13:04,48    |
| 4                             | Joe Klecker          | USA  | 13:04,92    |
| 5                             | Milkesa Mengesha     | ETH  | 13:05,94    |
| 6                             | Jack Rayner          | AUS  | 13:06,00 PB |
| 7                             | Adel Mechaal         | ESP  | 13:06,02 PB |
| 8                             | Peter Maru           | UGA  | 13:07,42 PB |
| 9                             | Narve Gilje Nordås   | NOR  | 13:15,82 PB |
| 10                            | Ali Abdilmana        | ETH  | 13:16,97 PB |
| 11                            | Luis Grijalva        | GUA  | 13:18,13 SB |
| 12                            | Magnus Tuv Myhre     | NOR  | 13:33,43    |
| 13                            | Elzan Bibić          | SRB  | 13:36,91    |
| 14                            | Henrik Ingebrigtsen  | NOR  | 13:48,89    |
|                               | Sam Atkin            | GBR  | DNF         |
| Filip Ingebrigtsen            | NOR                  | DNF  |             |
| Wilberforce Kones (Pacemaker) | KEN                  | DNF  |             |

#### 110 m Hürden
| Platz       | Athlet          | Land | Zeit (s) |
| ----------- | --------------- | ---- | -------- |
| 1           | Devon Allen     | USA  | 13,22    |
| 2           | Asier Martínez  | ESP  | 13,30 SB |
| 3           | Rafael Pereira  | BRA  | 13,37    |
| 4           | Aaron Mallett   | USA  | 13,40    |
| 5           | Jason Joseph    | SUI  | 13,55 SB |
| 6           | Paolo Dal Molin | ITA  | 13,76    |
|             | Wilhem Belocian | FRA  | DNF      |
| Omar McLeod | JAM             | DNS  |          |

Wind: −1,2 m/s

#### 400 m Hürden
| Platz | Athlet            | Land | Zeit (s) |
| ----- | ----------------- | ---- | -------- |
| 1     | Alison dos Santos | BRA  | 47,26    |
| 2     | Rasmus Mägi       | EST  | 48,51    |
| 3     | Wilfried Happio   | FRA  | 49,01 PB |
| 4     | Carl Bengtström   | SWE  | 49,31    |
| 5     | Yasmani Copello   | TUR  | 49,36    |
| 6     | Nick Smidt        | NED  | 49,77    |
| 7     | Sokwakhana Zazini | RSA  | 50,17    |
| 8     | Ramsey Angela     | NED  | 50,21    |

#### Stabhochsprung
| Platz         | Athlet                | Land | Höhe (m)   |
| ------------- | --------------------- | ---- | ---------- |
| 1             | Armand Duplantis      | SWE  | 6,02 WL MR |
| 2             | Sondre Guttormsen     | NOR  | 5,80       |
| 3             | Pål Haugen Lillefosse | NOR  | 5,80       |
| 4             | Ben Broeders          | BEL  | 5,60       |
| 5             | Renaud Lavillenie     | FRA  | 5,60       |
| 6             | Thiago Braz           | BRA  | 5,60       |
| 7             | Simen Guttormsen      | NOR  | 5,40       |
|               | Valentin Lavillenie   | FRA  | NMH        |
| Sam Kendricks | USA                   | DNS  |            |

#### Weitsprung
| Platz | Athlet              | Land | Weite (m) |
| ----- | ------------------- | ---- | --------- |
| 1     | Miltiadis Tendoglou | GRC  | 8,10      |
| 2     | Thobias Montler     | SWE  | 8,05      |
| 3     | Simon Ehammer       | SUI  | 7,95      |
| 4     | Emiliano Lasa       | URU  | 7,90      |
| 5     | Ruswahl Samaai      | RSA  | 7,68      |
| 6     | Kristian Pulli      | FIN  | 7,62      |
| 7     | Ingar Kiplesund     | NOR  | 7,58      |
| 8     | Henrik Flåtnes      | NOR  | 7,54      |
| 9     | Benjamin Gföhler    | SUI  | 7,43      |
| 10    | Laquan Nairn        | BAH  | 7,42      |

### Frauen

#### 200 m
| Platz | Athletin          | Land | Zeit (s) |
| ----- | ----------------- | ---- | -------- |
| 1     | Ida Karstoft      | DEN  | 22,73 NR |
| 2     | Beth Dobbin       | GBR  | 23,01 SB |
| 3     | Jamile Samuel     | NED  | 23,05 SB |
| 4     | Nikola Horowska   | POL  | 23,22    |
| 5     | Dalia Kaddari     | ITA  | 23,30    |
| 6     | Elisabeth Slettum | NOR  | 23,32 PB |
| 7     | Gémima Joseph     | FRA  | 23,88    |
| 8     | Martyna Kotwiła   | POL  | 23,94    |

Wind: +0,8 m/s

#### 800 m
| Platz | Athletin                    | Land | Zeit (min) |
| ----- | --------------------------- | ---- | ---------- |
| 1     | Keely Hodgkinson            | GBR  | 1:57,71 SB |
| 2     | Laura Muir                  | GBR  | 1:58,09    |
| 3     | Rénelle Lamote              | FRA  | 1:58,50    |
| 4     | Halimah Nakaayi             | UGA  | 1:58,68 SB |
| 5     | Diribe Welteji              | ETH  | 1:58,69    |
| 6     | Natoya Goule                | GER  | 1:59,31 SB |
| 7     | Catriona Bisset             | AUS  | 1:59,42 SB |
| 8     | Jemma Reekie                | GBR  | 1:59,83    |
| 9     | Olha Ljachowa               | UKR  | 2:00,39 SB |
| 10    | Hedda Hynne                 | NOR  | 2:00,90 SB |
| 11    | Lovisa Lindh                | SWE  | 2:04,74    |
|       | Aneta Lemiesz (Pacemakerin) | POL  | DNF        |

#### 5000 m
| Platz                               | Athletin                  | Land | Zeit (min)  |
| ----------------------------------- | ------------------------- | ---- | ----------- |
| 1                                   | Dawit Seyaum              | ETH  | 14:25,84 PB |
| 2                                   | Gudaf Tsegay              | ETH  | 14:26,69 SB |
| 3                                   | Letesenbet Gidey          | ETH  | 14:26,92    |
| 4                                   | Karoline Bjerkeli Grøvdal | NOR  | 14:31,07 NR |
| 5                                   | Alicia Monson             | USA  | 14:31,11 PB |
| 6                                   | Almaz Ayana               | ETH  | 14:32,17    |
| 7                                   | Hawi Feysa                | ETH  | 14:33,66 PB |
| 8                                   | Konstanze Klosterhalfen   | GER  | 14:37,94    |
| 9                                   | Yasemin Can               | TUR  | 14:41,40 SB |
| 10                                  | Tsigie Gebreselama        | ETH  | 14,43,90 PB |
| 11                                  | Abersh Minsewo            | ETH  | 14:47,98 PB |
| 12                                  | Laura Galván              | MEX  | 14:51,15 NR |
| 13                                  | Jessica Judd              | GBR  | 15:00,17    |
| 14                                  | Maureen Koster            | NED  | 15:00,64 PB |
| 15                                  | Alina Reh                 | GER  | 15:06,29    |
| 16                                  | Rose Davies               | AUS  | 15:20,37    |
|                                     | Eilish McColgan           | GBR  | DNF         |
| Rosefline Chepngetich (Pacemakerin) | KEN                       | DNF  |             |
| Fantu Worku                         | ETH                       | DNS  |             |

#### 400 m Hürden
| Platz | Athletin            | Land | Zeit (s)    |
| ----- | ------------------- | ---- | ----------- |
| 1     | Femke Bol           | NED  | 52,61 MR SB |
| 2     | Hanna Ryschykowa    | UKR  | 54,81       |
| 3     | Jessie Knight       | GBR  | 54,84       |
| 4     | Amalie Iuel         | NOR  | 54,91 SB    |
| 5     | Lina Nielsen        | GBR  | 55,06       |
| 6     | Wiktorija Tkatschuk | UKR  | 55,18       |
| 7     | Line Kloster        | NOR  | 56,07       |
| 8     | Carolina Krafzik    | GER  | 58,74       |

#### Kugelstoßen
| Platz | Athletin            | Land | Weite (m) |
| ----- | ------------------- | ---- | --------- |
| 1     | Chase Ealey         | USA  | 20,13 PB  |
| 2     | Jessica Schilder    | NED  | 19,46 NR  |
| 3     | Auriol Dongmo       | POR  | 19,43     |
| 4     | Danniel Thomas-Dodd | JAM  | 19,04     |
| 5     | Fanny Roos          | SWE  | 18,99     |
| 6     | Sarah Mitton        | CAN  | 18,98     |
| 7     | Magdalyn Ewen       | USA  | 18,22     |
| 8     | Axelina Johansson   | SWE  | 18,02     |
| 9     | Sophie McKinna      | GBR  | 16,64     |

#### Diskuswurf
| Platz | Athletin             | Land | Weite (m) |
| ----- | -------------------- | ---- | --------- |
| 1     | Sandra Perković      | CRO  | 66,82     |
| 2     | Valarie Allman       | USA  | 65,91     |
| 3     | Kristin Pudenz       | GER  | 63,31     |
| 4     | Claudine Vita        | GER  | 61,57     |
| 5     | Liliana Cá           | POR  | 61,49     |
| 6     | Lisa Brix Pedersen   | DEN  | 59,03     |
| 7     | Mélina Robert-Michon | FRA  | 58,70     |
| 8     | Marike Steinacker    | GER  | 58,35     |